# Uschkanji-Inseln
Die Uschkanji-Inseln (russisch Ушканьи острова) sind eine kleine Inselgruppe, die in der Mitte des Baikalsees der Halbinsel Swjatoi Nos vorgelagert liegen. Der Archipel besteht aus insgesamt vier Inseln. Neben der größten Insel Bolschoi Uschkanji liegen die drei kleineren Tonki Uschkanji, Krugly Uschkanji, und Dolgi Uschkanji. Die Gruppe erstreckt sich in etwa 5 km von Süd nach Nord und 3 km von Ost nach West. An ihrer höchsten Stelle liegen die Inseln 211 m über dem Wasserspiegel des Baikalsees.
Die Inseln gehören zur russischen Republik Burjatien und liegen im Rajon Bargusin.
Die ausgesprochen felsigen Uschkanji-Inseln sind von Lärchenwäldern und der Tageran-Steppe geprägt.

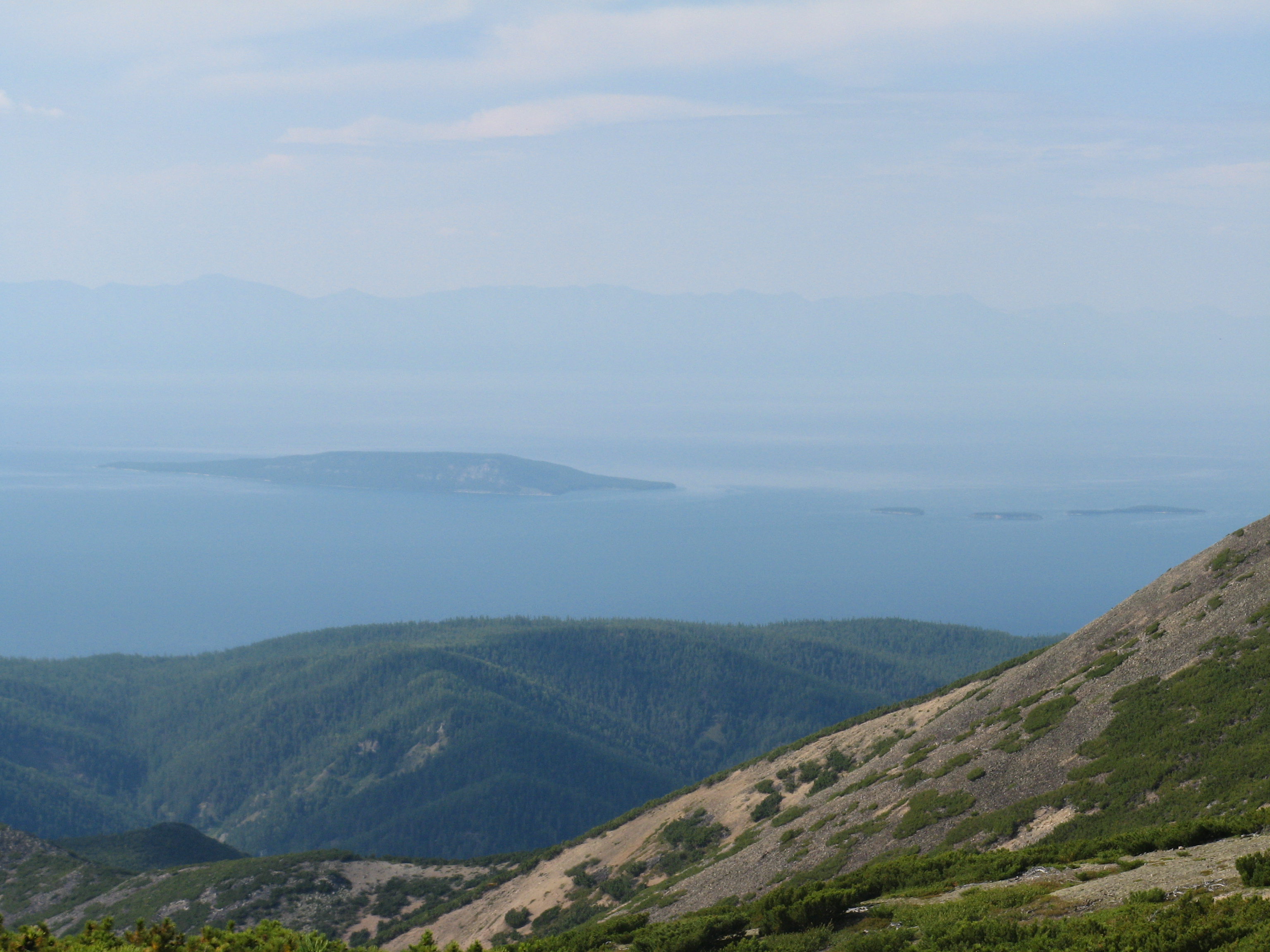